# David Bembaron
David Bembaron, né en 1885 à Tunis et décédé le 2 mai 1955 à Tunis, est un rabbin tunisien qui a exercé la fonction de grand-rabbin de Tunisie de 1947 à sa mort.

## Biographie
Il est le disciple de Shlomo Dana (he), auteur de Chalmé toda, et Ichoua Cohen, auteur hassid du Mahayané Ichoua, deux grands maîtres auprès desquels il étudie les enseignements de la Torah.
En 1914, David Bembaron est élu juge au tribunal rabbinique de Tunis, sous la présidence d'Israël Zeïtoun, et s'y spécialise dans la rédaction des jugements ; il devient ensuite notaire pendant plus de trente ans. Il succède à David Ktorza au poste de président du tribunal rabbinique.
Le 13 mars 1947, il est élu grand-rabbin de Tunisie après le décès de Haïm Bellaïche, tout en continuant à assumer la présidence du tribunal rabbinique.
Il est ensuite fait chevalier de la Légion d'honneur en 1951 et décoré du Nichan Iftikhar.